# Nicolás de la Cruz
Diego Nicolás de la Cruz Arcosa (Montevideo, 1997. június 1. –) uruguayi válogatott labdarúgó, a River Plate játékosa.

## Pályafutása

### Klubcsapatokban
A Liverpool Montevideo korosztályos csapataiban nevelkedett, majd 2015. szeptember 13-án mutatkozott be az El Tanque Sisley elleni bajnoki mérkőzésen kezdőként, 18 évesen, 3 hónaposan és 12 naposan. 2017. augusztus 15-én aláírt az argentin River Plate csapatához 2021 nyaráig.

### A válogatottban
Részt vett a 2017-es Dél-amerikai U20-as labdarúgó-bajnokságon és a 2017-es U20-as labdarúgó-világbajnokságon, előbbi tornán aranyérmesként távozott. 2020. október 9-én mutatkozott be a felnőtt válogatottban Chile elleni 2022-es labdarúgó-világbajnokság-selejtező találkozón. Részt vett a 2021-es Copa Américán és a 2022-es labdarúgó-világbajnokságon.

## Sikerei, díjai

### Klub
- River Plate
  - Argentin kupa: 2017
  - Argentin szuperkupa: 2018
  - Copa Libertadores: 2018
  - Recopa Sudamericana: 2019

### Válogatott
- Uruguay U20
  - Dél-amerikai U20-as labdarúgó-bajnokság: 2017

## Család
Féltestvére Carlos Andrés Sánchez és unokaöccse, Facundo Trinidad szintén labdarúgók.